# Julia Charler
Pour les articles homonymes, voir Isla.
Julia Charler est une chanteuse et musicienne, auteure-compositrice-interprète née en 1986 à Nancy. Elle pratique sous le nom de Isla.

## Biographie
Né en 1986 à Nancy, d'un père originaire de la Martinique, baccalauréat littéraire en poche, elle s'oriente d'abord vers les métiers de la communication sans conviction, avant d'étudier le jazz vocal et l’improvisation musicale au conservatoire à rayonnement régional de sa ville natale puis déménage à Nantes en 2012,,. Au concours des Inrocks Lab de 2013 où elle se qualifie, sa musique est comparée à celles de Camille et de Lianne La Havas par Les Inrockuptibles. Elle représente les Pays de la Loire et participera aux Inouïs du Printemps de Bourges en 2014.
Elle sort un EP intitulé Chairs en 2016. 
Le 16 novembre 2018, elle publie son premier album, Les Yeux noirs, réalisé avec Nicolas Berrivin.

## Discographie
- 2016 : Chairs (EP)
- 2018 : Les Yeux noirs

### Collaborations
- 2016 : Sur le titre Om de Jean du Voyage
- 2021 : Sur le titre Sur mon dos de Matjé
- 2022 : Sur le titre Balancé de Matjé